# フランスの港
『フランスの港』（フランスのみなと、フランス語: Vues des ports de France）は、フランス王国の画家クロード・ジョセフ・ヴェルネが描いた一連の絵画の総称。作者の代表作である。

## 解説
1753年3月、およそ20年のローマ留学を終えて祖国フランスに帰国したクロード・ジョセフ・ヴェルネは、同年9月に注文を受けて連作『フランスの港』に取りかかった。この連作は当時の国王ルイ15世治世下において最大規模の注文であった。注文者はルイ15世であるが、実際にヴェルネに絵を描かせようと考えたのは、1751年に「王室建造物局総監」という要職に就いたばかりのマリニー侯爵アベル＝フランソワ・ポワソン・ド・ヴァンディエールであった。
注文は当初「フランスのすべての港を描くこと」を掲げていたが、実際にまとまった計画では、地中海沿岸の8港と大西洋沿岸の12港と決定された。この『フランスの港』は、フランスの産業や軍事を示す教育的な内容を持つものであり、地勢の正確な表現とあわせて、産業・交易・風俗などのそれぞれの土地を特徴づける多くの要素を盛り込むことが要求された。原則として注文側が作成した計画案に従って制作しなければならないとする条件が付けられ、描くべき港、港ごとの作品数、どの地点からどの方面を眺めるか、盛り込むべきモチーフなど、諸々の細かい指示が出されていた。報酬は必要経費込みで1点につき6000フランと定められた。
絵画制作のための旅行が、ヴェルネにとって精神的にも経済的にも大きな負担となっており、パリに戻って制作を中断してしまった時期もある。当初の計画ではフランスの主要な20の港を描くことになっていたが、ヴェルネは10年の歳月をかけて10の港を15点のタブローに仕上げて終了することにした。

## ヴェルネの旅路
1753年9月に注文を受けたヴェルネは、翌10月には家族とともにマルセイユに到着した。1754年9月まで1年間にわたってヴェルネはマルセイユに滞在し、マルセイユの2点を描いた。1954年9月にトゥーロンに移り、『バンドル湾の眺め、マグロ漁』と『トゥーロン新港の眺め』を描いた。以上の4点は1755年のサロンに出展された。
トゥーロンでは、この他にも『トゥーロンの街と停泊地の眺め』と『食糧倉庫側から見たトゥーロン旧港の眺め』を制作した。アンティーブを訪れた後、1756年10月にセットに到着し、描きかけの『アンティーブ港』を完成させた。セットでは、1757年5月までに『セット港の眺め』を描き終えた。以上の4点は1757年のサロンに出展された。
地中海の主要な5つの港を8枚のカンバスに描き終えたヴェルネは、1757年5月に大西洋沿岸のボルドーに移り、2点を描いた。南下して1759年7月にバイヨンヌに到着して2年間この地に滞在し、予定を変えてバイヨンヌの絵画を2点描いた。1761年7月にラ・ロシェルに赴いてほぼ1年間滞在した後、ロシュフォールに移った。『ロシュフォール港の眺め』を描き終えたヴェルネは、1762年にパリに戻って、いったん筆を置いた。
地中海と大西洋を終えて、次はイギリス海峡沿岸を進んでカレー港が終着点となるはずだった。しかしヴェルネはこれをディエップ港に変更することを提案し、1765年に『ディエップ港の眺め』が制作された。イギリス海峡沿岸がこれ以上描かれることはなく、『ディエップ港の眺め』がこの連作の最後の作品となった。

## 作品一覧
| 地名                | タイトル                                   | 原題                                                                                    | 制作年    | サイズ  | 収蔵先         | 絵画 |
| ------------------- | ------------------------------------------ | --------------------------------------------------------------------------------------- | --------- | ------- | -------------- | ---- |
| マルセイユ          | 『マルセイユ港の入口』                     | L'Entrée du port de Marseille                                                           | 1754      | 165×265 | ルーヴル美術館 |      |
| マルセイユ          | 『マルセイユ港の内部』                     | Intérieur du port de Marseille, vu du pavillon de l'Horloge du Parc                     | 1754      | 165×263 | 国立海洋博物館 |      |
| バンドル (フランス) | 『バンドル湾の眺め、マグロ漁』             | Vue du golfe de Bandol : la Madrague ou la pêche au thon                                | 1754      | 165×263 | 国立海洋博物館 |      |
| トゥーロン          | 『トゥーロン新港の眺め』                   | Première vue de Toulon, vue du Port-Neuf, prise de l'angle du parc d'artillerie         | 1754      | 165×263 | 国立海洋博物館 |      |
| トゥーロン          | 『トゥーロンの街と停泊地の眺め』           | Deuxième vue de Toulon : vue de la ville et de la rade                                  | 1755      | 165×263 | ルーヴル美術館 |      |
| トゥーロン          | 『食糧倉庫側から見たトゥーロン旧港の眺め』 | Troisième vue de Toulon : la vieille darse, prise du côté des magasins aux vivres       | 1755      | 165×263 | 国立海洋博物館 |      |
| アンティーブ        | 『アンティーブ港』                         | Le Port d'Antibes en Provence, vu du côté de la terre                                   | 1756      | 165×263 | 国立海洋博物館 |      |
| セット              | 『セット港の眺め』                         | Vue du Port de Cette                                                                    | 1756 - 57 | 165×263 | 国立海洋博物館 |      |
| ボルドー            | 『サリニエールの側からのボルドーの眺め』   | Vue d'une partie de port et de la ville de Bordeaux, prise du côté des Salinières       | 1758 - 59 | 165×263 | 国立海洋博物館 |      |
| ボルドー            | 『トロンペット城からのボルドーの眺め』     | Deuxième vue de Bordeaux : prise du château Trompette                                   | 1759      | 165×263 | 国立海洋博物館 |      |
| バイヨンヌ          | 『城砦のゆるい斜面の中腹で見た眺め』       | Première vue de Bayonne prise à mi-côte sur le glacis de la citadelle                   | 1760      | 165×263 | 国立海洋博物館 |      |
| バイヨンヌ          | 『ブフレルの並木道から見た眺め』           | Deuxième vue de Bayonne, prise de l'allée des Boufflers, près de la porte de Mousserole | 1761      | 165×263 | 国立海洋博物館 |      |
| ラ・ロシェル        | 『ラ・ロシェル港の眺め』                   | Vue du port de La Rochelle, prise de la petite Rive                                     | 1762      | 165×263 | 国立海洋博物館 |      |
| ロシュフォール      | 『ロシュフォール港の眺め』                 | Vue du port de Rochefort, prise du magasin des Colonies                                 | 1762      | 165×263 | 国立海洋博物館 |      |
| ディエップ          | 『ディエップ港の眺め』                     | Vue du port de Dieppe                                                                   | 1765      | 165×263 | 国立海洋博物館 |      |